# Zarmir, o Azarapates
Zarmir, o Azarapates (Zarmi(h)r Hazarawuxt) segundo as fontes armênias, mas também conhecido como Zarmir Carano (Zarmihr Karen), foi um general sassânida da Casa de Carano que participou das expedições persas contra os revoltosos ibéricos e armênios nos anos 480. Citado pela primeira vez como comandante-em-chefe no Reino da Ibéria em 481, partiu no mesmo ano à Armênia quando eclode uma revolta.
Na primavera de 483, enquanto se aproximou de Dúbio, foi derrotado pelas tropas rebeldes de Vaanes I na Batalha de Nerseapate. Depois, perseguiu os oficiais rebeldes pelo país, causando grande destruição e matando muitos armênios. Em 484, ao receber uma mensagem do xá Perozes I (r. 459–484), parte ao Reino da Ibéria com missão de capturar e matar ou então afugentar Vactangue I (r. 447–522). Mais tarde no mesmo ano, com a morte de Perozes I em sua campanha contra o Império Heftalita, Zarmir retorna à Pérsia onde ajuda na eleição de Balas (r. 484–488).

## Biografia

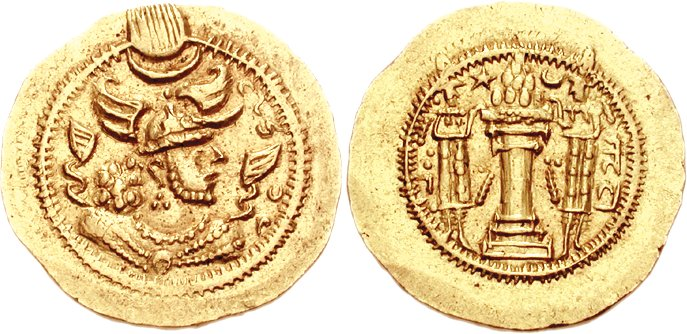
Dinar de ouro de r.

Armênia (amarelo) durante a Antiguidade Tardia

Zarmir foi um membro da Casa de Carano, uma das sete grandes casas partas do Império Sassânida. Ele é mencionado pela primeira vez durante a revolta de 481 de Vactangue I (r. 447/449–502/522), quando foi comandante-em-chefe das tropas persas combatentes do Reino da Ibéria. No mesmo ano, quando uma revolta armênia eclode sob a liderança de Vaanes I Mamicônio, Zarmir foi enviado contra os rebeldes. Na próxima temporada de campanha na primavera de 483, o xá sassânida Perozes I (r. 459–484) envia-o à Armênia com uma grande força.
Ao cruzar a ponte do rio Araxes, o general Zarmir acampou na cidade de Artaxata. Aqui, foi informado da partida de metade da brigada armênia da Ibéria e que Vaanes I Mamicônio estava junto com outros nacarares no ostã (capital) de Dúbio. Ao saber da notícia, ele e seus comandantes marcharam na manhã seguinte contra o general armênio e suas tropas. Tendo se aproximado de Dúbio, Zarmir estendeu os frontes em formação de batalha, e organizou-os no meio duma floresta chamada Cosrovacerta. Em seguida, passou contra o dartacerta (propriedade rural) tanto quando ao lado duma montanha chamada Jerueze. Para não ser cercado por um exército muito superior, Vaanes I Mamicônio organizou uma saída que pegou os sassânidas de surpresa: divididos em grupos de dois ou um, os nacarares armênios atacaram a brigada persa nas proximidades da vila de Nerseapate, conseguindo matar muitos soldados e forçando os sobreviventes a bater em retirada.
De acordo com Lázaro de Farpe, após esta derrota, Zarmir perseguiu os oficiais armênios, capturando vários locais fortificados, demolindo e arruinando-os, matando muitas pessoas e causando torrentes de sangue. Em sua marcha, o general sassânida foi para Ocague e acampou próximo da vila de Guiugique/Vardachém. Na manhã seguinte, ao ouvir boatos de que Vaanes I estava em Varair Varoi, no distrito de Xagagom, Zarmir partiu para o lugar, alcançando-o de madrugada. Lá, matou muitos dos armênios presentes e capturou as esposas dos nacarares Narses II e Fraates II Camsaracano, que levou como prisioneiras para seu campo.

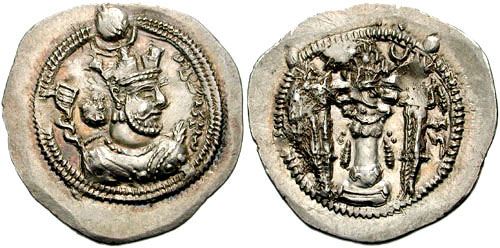
Dracma de Balas r.

Então, Zarmir partiu para Ocague, desceu o distrito de Bassiana, e acampou próximo da vila de Du, na planície de Arcatagebersn. Permanecendo lá por um dia, um emissário da corte o alcançou, trazendo uma mensagem de Perozes I, que o informava que o xá e as tropas sassânidas da Ibéria tinham partido para lutar contra os heftalitas. Além disso, o xá ordenava que partisse à Ibéria para capturar e matar o rei Vactangue, ou então afugentá-lo, e deixar Sapor de Rei com uma brigada na Armênia, como marzobã. Ao receber a mensagem, ele deixou Sapor com a cavalaria persa, uma brigada de homens escolhidos, bem como Gedeão, o senhor de Siunique, com uma brigada reunida do distrito de Siunique e rapidamente partiu à Ibéria. Lá, ao reunir fileiras com desertores de Vactangue I, forçou o rei a fugir temporariamente para Egéria.
Após a morte de Perozes I na batalha de Herate contra os heftalitas, Zarmir deixou a Ibéria e voltou para Ctesifonte para participar da defesa do Império Sassânida e da eleição do novo xá. Com Sapor de Rei, elegeram Balas (r. 484–488), irmão de Perozes, e Zarmir tornou-se o verdadeiro mestre do império.